# AS Sainte-Suzanne
Association Sportive Sainte-Suzanne, auch einfach nur AS Sainte-Suzanne oder ASSS, ist ein Fußballverein aus Sainte-Suzanne auf Réunion, einer französischen Insel im Indischen Ozean. Aktuell spielt der Verein in der ersten Liga.

## Erfolge
- Réunionischer Pokalsieger: 2017

## Stadion
Der Verein trägt seine Heimspiele im Stade Georges Repiquet in Sainte-Suzanne (Réunion), Réunion aus. Das Stadion hat ein Fassungsvermögen von 2000 Personen.

## Trainerchronik
| Trainer                | Nation  | von          | bis           |
| ---------------------- | ------- | ------------ | ------------- |
| Jean-Max Treport       | Réunion | Juli 2017    | Oktober 2017  |
| Jean-Mary Macon        | Réunion | Oktober 2017 | Dezember 2017 |
| Jean-Maurice Claude    | Réunion | Januar 2018  | März 2018     |
| Marc Aguilar           | Réunion | März 2018    | Dezember 2018 |
| Kévin Assati           | Réunion | Januar 2019  | August 2019   |
| Marc Aguilar (Interim) | Réunion | August 2019  |               |
| Sully Lamoly           | Réunion | August 2019  | Dezember 2019 |
| Jean-Maurice Claude    | Réunion | Januar 2022  |               |